# Polar Air Cargo
Polar Air Cargo, Inc., una sussidiaria di Atlas Air Worldwide Holdings, è una compagnia aerea cargo con sede a Purchase, New York. Opera servizi programmati all-cargo in Nord America, Asia, Europa e Medio Oriente. La base principale è l'aeroporto di Anchorage, Alaska, con altre a Los Angeles, Cincinnati, New York (JFK) e Incheon vicino a Seul, Corea del Sud.

## Storia

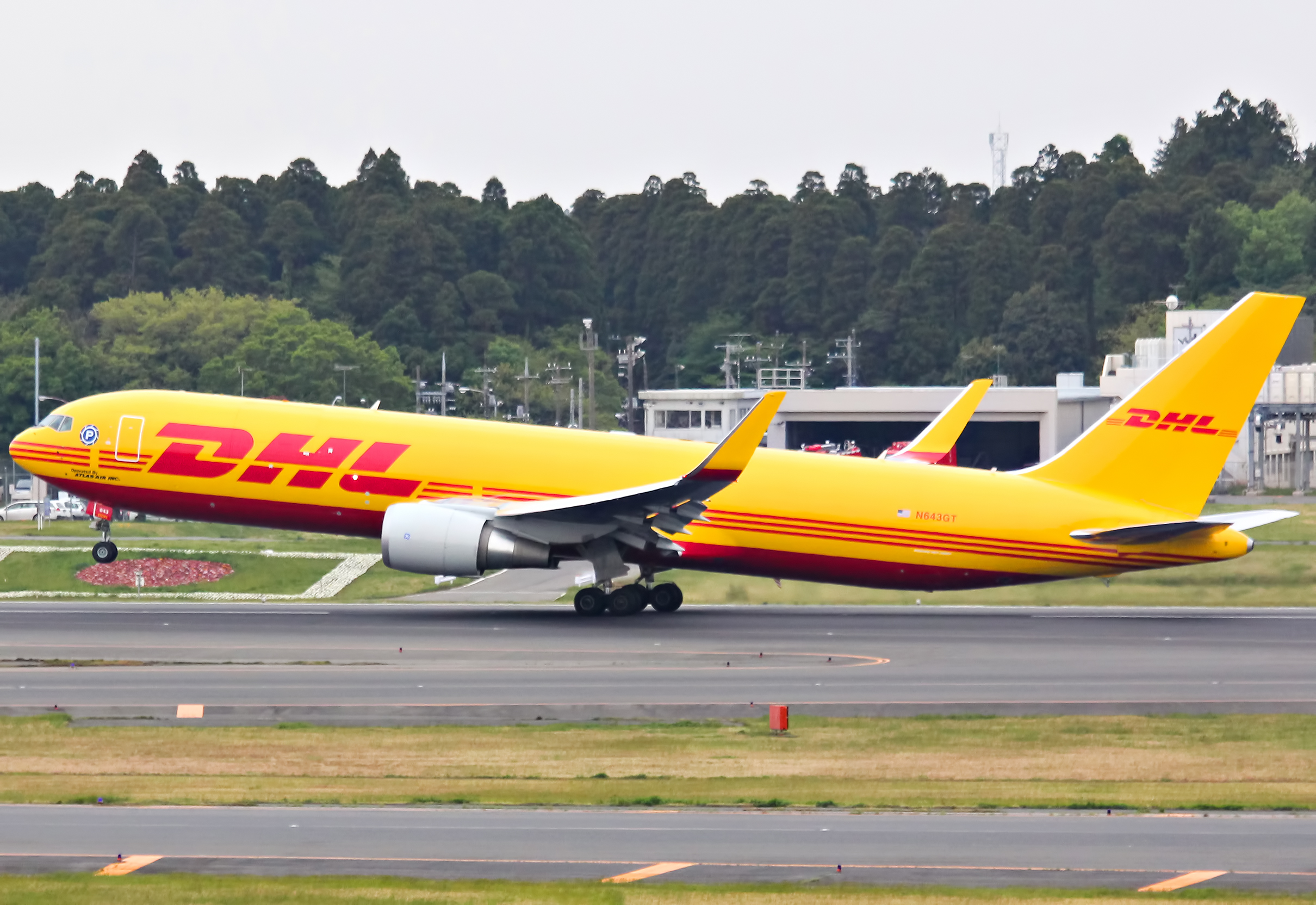
Un Boeing 767-300ERF di Polar Air Cargo ioperato per conto di DHL Express. (2013)

Polar è nata nel gennaio 1993 come joint venture tra Southern Air Transport e GE Capital Aviation Services (GECAS). Ha iniziato le operazioni il 25 aprile con voli charter, aggiungendo servizi regolari dal 13 maggio. Nel 1994, Polar è stato certificato come vettore aereo supplementare da parte della Federal Aviation Administration e il 4 luglio 1994 come vettore americano di tutti i carichi da parte del Dipartimento degli Stati Uniti di trasporto. Dopo diversi anni di crescita continua, il resto della società è stato acquisito da GECAS.
Nel novembre del 2001, Polar è stato acquisito da Atlas Air Worldwide Holdings (AAWW), la cui controllata Atlas Air è fornitore di operazioni di noleggio di cargo per aerei, equipaggio, manutenzione e assicurazione ACMI. Polar è diventato il fornitore di servizi di pianificazione per AAWW, mentre Atlas ha continuato a fornire i velivoli Boeing 747 su base bagnata alle grandi compagnie aeree. Nell'ottobre 2006 è stato annunciato che DHL Express avrebbe acquisito una quota del 49% di Polar. Polar è ancora di proprietà maggioritaria di Atlas Air Worldwide Holdings (51%) e ha 736 dipendenti (a partire da marzo 2007).

## Flotta

### Flotta attuale
A gennaio 2024 la flotta di Polar Air Cargo è così composta:

### Flotta storica
Polar Air Cargo operava in precedenza con i seguenti aeromobili: